# Francesca Dallapé
Francesca Dallapé, född den 24 juni 1986 i Trento, är en italiensk simhoppare.
Hon tog OS-silver i synkroniserade svikthopp i samband med de olympiska tävlingarna i simhopp 2016 i Rio de Janeiro.